# Mariánský sloup (Sedlčany)
Sloup Neposkvrněného početí Panny Marie je barokní dílo sochaře Bernarda Spinettiho. Nachází se na náměstí T. G. Masaryka v Sedlčanech v okrese Příbram. Sloup je nemovitá kulturní památka ČR.

## Historie

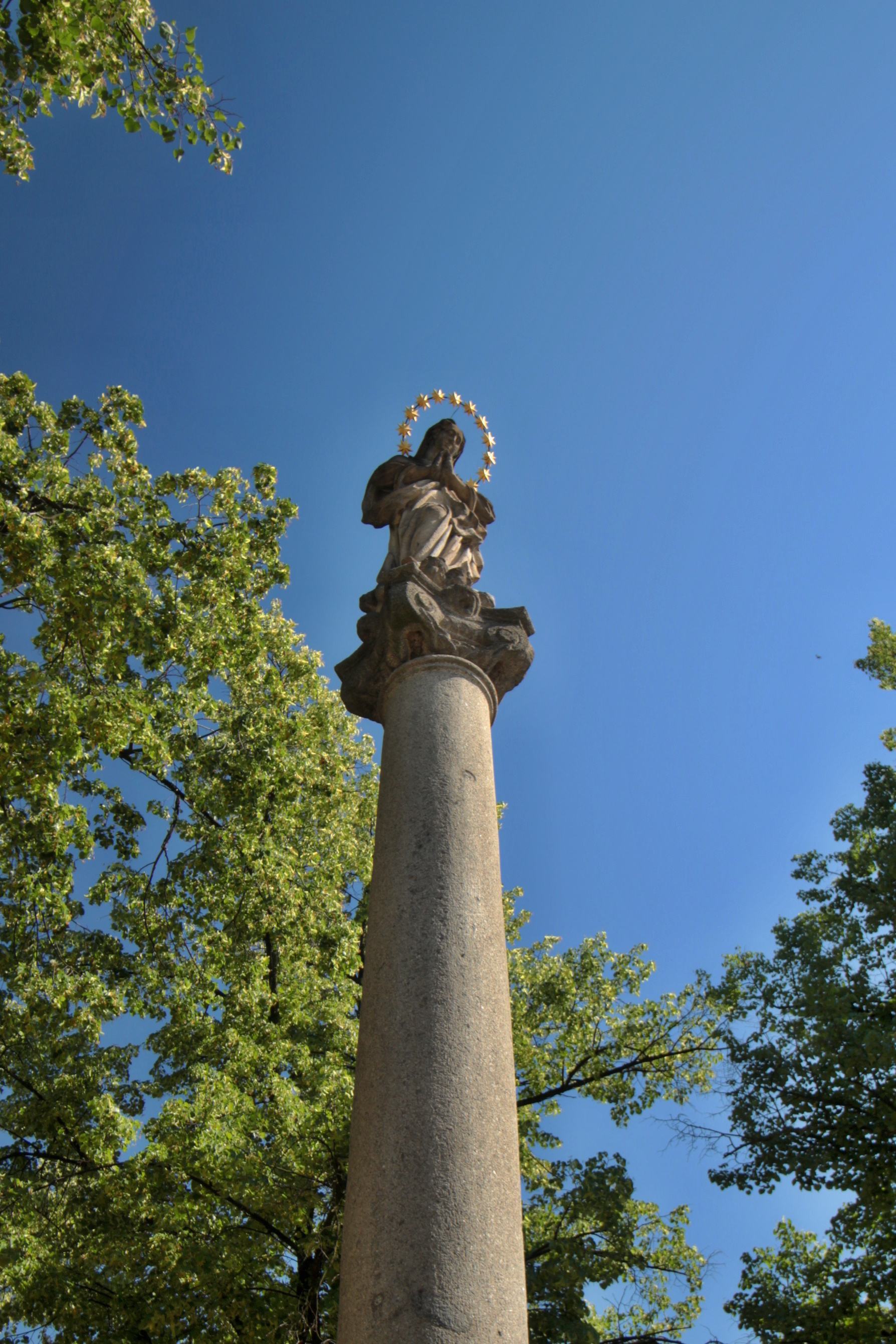
Socha Immakulaty

Dle informací o vyplácení mzdy tvůrcům bylo se stavbou započato již v roce 1710. Roku 1713 postihla město Sedlčany morová epidemie a uvádí se, že sbírku na sloup k odvrácení epidemie založil děkan Antonín Ferdinand Giath. V tomtéž roce byl na severním konci náměstí vztyčen hladký, 10 metrů vysoký žulový sloup s iónskou hlavicí, na které byla umístěna pískovcová socha Neposkvrněného početí Panny Marie (Immaculata). Jejím autorem je údajně Bernard Spinetti, tomu však neodpovídá rok jeho narození (1699). Roku 1716 byla ke sloupu doplněna polygonální kamenná kuželkovitá balustráda, spočívající na třech stupních. V roce 1772 byly přidány na samostatných hranolovitých soklech s profilovanou hlavicí sochy svatého Josefa (vpravo) a svaté Anny (vlevo), jejichž autorem je Tomáš Hatlák (1734-1811). Do státního seznamu památek byl sloup zapsán roku 1958. Roku 1964 bylo sousoší zrestaurováno.